# Anioł od św. Wincentego Ferreriusza Orsucci
Anioł od św. Wincentego Ferreriusza Orsucci (ur. 8 maja 1575 w Lukkce; zm. 10 września 1622 Nishizaka (Nagasaki) w Japonii) – błogosławiony Kościoła katolickiego, włoski dominikanin, męczennik.

## Życiorys
Michał Orsucci urodził się w rodzinie szlacheckiej. Po wstąpieniu do zakonu dominikanów przyjął imię Anioł (Angelo). Święcenia kapłańskie otrzymał w 1597 r.
Po roku przygotowań do pracy misyjnej, wyjechał na Daleki Wschód. Do Manilii przybył 30 kwietnia 1602 r. Przez następne lata pracował w różnych rejonach Filipin.
W 1618 r. udał się na misje do Japonii, dokąd przybył w lipcu. Ponieważ trwały tam prześladowania katolików, nosił cywilne ubranie zamiast habitu, żeby uniknąć rozpoznania jako misjonarz. Od początku października 1618 ukrył się w domu chrześcijanina Kosmy Takeya Sozaburō i zaczął uczyć się japońskiego w czym pomagali mu Dominik od Różańca i Tomasz od Różańca.
Został aresztowany 13 grudnia 1618 r. razem z innym dominikaninem Janem Martínez Cid, właścicielem domu, w którym mieszkał, jego sąsiadami i pomagającymi mu osobami. Gubernator zadecydował, że misjonarze i ich pomocnicy mają zostać uwięzieni w Suzuta, pozostałe osoby w Nagasaki.
Został spalony żywcem 10 września 1622 r. na wzgórzu Nishizaka (Nagasaki) razem z wieloma innymi katolikami,
Został beatyfikowany przez Piusa IX 7 lipca 1867 r. w grupie 205 męczenników japońskich.
Dniem jego wspomnienia jest 10 września (w grupie 205 męczenników japońskich).